# Vich, Vaud
Vich är en ort och  kommun i distriktet Nyon i kantonen Vaud, Schweiz. Kommunen har 1 177 invånare (2023).